# Confide in Me
«Confide in Me» (с англ. — «Доверься мне») — песня австралийской певицы Кайли Миноуг. Вошла в пятый  студийный альбом Kylie Minogue (1994). Песня вышла 29 августа 1994 года, за месяц до релиза альбома. Песня была написана Стивом Андерсоном, Дэйвом Сименом и Уэйном Бэртоном, а продюсерами выступили Brothers in Rhythm. Confide in Me — мультижанровая композиция, с элементами R&B, дэнс-поп, джаз и трип-хоп. В песне героиня просит возлюбленного доверять и верить ей.
Песню высоко оценили многие музыкальные критики, некоторые назвали её одним из лучших синглов Миноуг на тот момент. Песня вошла в  топ 20 песен в чартах Австралии, Финляндии, Франции, Ирландии, Японии, Новой Зеландии, Швеции, Швейцарии и Великобритании. Песня была также выпущена в США, где ей удалось появиться в чарте Hot Dance Club . Также вышел клип,  в котором Миноуг предстала в шести различных образах, убеждающая зрителей доверять ей.
Музыкальное видео получило положительные обзоры и было очень успешной рекламой для сингла. На австралийской музыкальной премии ARIA Music Awards, «Confide in Me» получил три премии, в том числе Самый продаваемый австралийский сингл, Самый продаваемый австралийский танцевальный сингл и Лучшее видео. Песня 
Миноуг исполняла песню в ряде своих мировых турне, в томклипоме On a Night Like This Tour, KylieFever2002 и Aphrodite World Tour.

## О песне
«Confide in Me» была выбрана в качестве лид-сингла с нового студийного альбома Миноуг Kylie Minogue (1994). Песня была написана Стивом Андерсоном, Дэйвом Сименом и Уэйном Бэртоном, в то время как продюсерами выступили Brothers in Rhythm.
«Confide in Me» известна своим мультижанровым стилем. Песня построена на поп-музыке, но включает различные элементы от другой музыки. Ник Левин с Digital Spy сказал, что в композиции присутствуют ближневосточные мотивы и дэнс-поп. Уильям Бейкер, один из близких друзей Миноуг, сказал, что он слышит влияния хаус-музыки. Журнал PopMatters сравнил песню с последней работой исландской певицы Бьорк.
Уильям Бейкер говорит, что песня «символизирует внутреннюю борьбу за власть, которая бушует внутри неё [Кайли]», в то же время, как он продолжает, «она — и марионетка, и управляющая марионетками, одновременно».

## Би-сайды
Две песни были выпущены как би-сайды к коммерческому синглу «Confide in Me». «Nothing Can Stop Us», написанная Бобом Стэнли и Питом Виггсом и спродюсированная группой Saint Etienne, планировалась как дебютный сингл Миноуг на лейбле Deconstruction, но был отменён. Промокопии песни были опубликованы СМИ и включали 7-дюймовый ремикс песни, выпущенный на сингле «Confide in Me». Оригинальная версия «Nothing Can Stop Us» не выпускалась на компакт-диске до релиза Confide in Me: The Irresistible Kylie.
«If You Don’t Love Me», кавер-версия песни группы Prefab Sprout, была написана Пэдди Макэлуном и спродюсирована Стивом Андерсоном. В 2000 песня была включена в компиляцию Hits+. Кроме того, Кайли исполняла песню во время тура Aphrodite World Tour.
На австралийской версии сингла «Confide in Me», были ремиксы на песню с альбома, «Where Has the Love Gone», первый — The Fire Island mix также служил альбомной версией, второй — Roach Motel Remix. В компиляцию Hits+ была включена другая версия последнего, Roach Motel Remix. Существуют слухи, что на промокопиях альбома были представлены расширенная версия ремикса Fire Island, его радио-версия, а также радио-версия Roach Motel Remix и Roach Motel Dub, которые до сих пор не выпущены.

## Оценки критиков и публики

### Рецензии критиков
Песня была высоко оценена многими музыкальными критиками, некоторые называли её как один из лучших синглов Миноуг на тот момент и хвалили её за коммерческий релиз данной композиции. Многие критики с Allmusic выделяют песню как лучшую композицию на многих компиляциях и альбомах Миноуг, в том числе Kylie Minogue, Hits+, Confide in Me, Kylie Minogue: Artist Collection, Confide in Me: The Irresistible Kylie.
Крис Тру с Allmusic, оценивая альбом, сказал, что в «Confide in Me» Кайли «не поп-королева подростков, как раньше». Маккензи Уилсон оценивал Hits+ и назвал песню наряду с «Did It Again» «безусловными фаворитами». Ник Левин с Digital Spy дал положительную оценку, отметив: «Как мы можем не устоять перед чем-нибудь вроде 'Confide in Me'? Пятнадцать лет эта роскошная, окутывающая эпопея танцевальной поп-музыки все ещё ласкает уши как кокетливый парикмахер-стилист».

### Коммерческий успех
В родной для Миноуг Австралии песня дебютировала на 31-й строчке. На следующей неделе песня поднялась до вершины чарта, и осталась там в течение четырёх недель подряд, в чарте песня держалась в течение 20 недель в целом. До настоящего времени «Confide in Me» остаётся самым долгоживущим синглом Миноуг в австралийском хит-параде и это был её первый № 1 сингл с 1987 года, тогда на первом месте был «Got to Be Certain». Песня также стала единственным синглом с её эры Deconstruction, попавшая в топ-10 чарта. В Новой Зеландии, песня дебютировала и достигла максимума на 12-й позиции, оставаясь там в течение всего 9 недель. «Confide in Me» наряду с «Some Kind of Bliss» были её единственными синглами Deconstruction, появившимися в этом чарте.
На европейском рынке сингл был успешен. В Британии сингл дебютировал на 2-й строчке. Однако, песня достаточно быстро спускалась по чарту, оставаясь в топ-10 в течение 3 недель. В чарте сингл провёл всего лишь 9 недель. В конечном счёте сингл получил серебряную сертификацию в Великобритании с поставками 200 000 копий и продажами 154 040 копий.
В Швеции песня дебютировала на 40-й строчке и поднялась до № 37, но упала на следующей неделе. Песня позже вновь вошла в чарт на № 30, где в конечном счёте достигла максимума. Песня оставалась в чарте в течение 5 недель. В Нидерландах песня дебютировала под № 45, в конечном счёте достигнув № 38, оставаясь в чарте в течение 4 недель. Песня провела единственную неделю во французском хит-параде под № 40, но повторно вошла в чарт на 19-ю строчку, в конечном счёте достигая максимума № 10 и оставаясь в чарте в течение 18 недель. Песня дебютировала на 30-й позиции в швейцарском чарте, поднявшись позже до № 20, и оставалась в чарте в течение 8 недель.
Хотя песня не попала в американский Billboard Hot 100, песне удалось иметь скромный успех в чарте Hot Dance Club Songs, с пик-позицией № 39.

## Музыкальное видео
«Confide in Me» был представлен красочным музыкальным видео, которое было снято Полом Бойдом в Лос-Анджелесе в июле 1994. Видео показывает Миноуг, говорящую по телефону и убеждающую людей позвонить и доверить ей тайны. Представлены шесть различных сцен; все они смешаны с вставками фонов с названиями социальных проблем, таких как секс, ожирение, употребление наркотиков и война, а также убийство и неравенство, пока Миноуг игриво танцует для камеры. Номер «1-555-Confide», показан внизу экрана во время отдельных сцен. Когда видео приходит к заключению, все сцены сокращаются и постепенно исчезают. Миноуг носит шесть костюмов в течение видео, каждый из которых сопровождается различными прическами и косметикой. Видео рассматривается как поворотный момент в видеографии Миноуг, которое показывает отказ от «слащавых» клипов времён PWL.
Представленный Дэвиной Маккол, клип был впервые показан на MTV 6 августа 1994, до коммерческого выпуска сингла. Видео было хитом, занявшим первое место в Dial MTV и 16-е на MTV Europe. Видео было выпущено коммерчески на DVD Ultimate Kylie в декабре 2004 года.

## Список композиций
Здесь представлены основные форматы релиза и треклисты сингла «Confide in Me».

| UK CD Single 1 1. «Confide in Me» (Master mix) — 5:51 2. «Confide in Me» (Big Brothers mix) — 10:27 3. «Confide in Me» (The Truth mix) — 6:46 UK CD Single 2 1. «Confide in Me» (Master Mix) — 5:51 2. «Nothing Can Stop Us» — 4:04 3. «If You Don’t Love Me» — 2:08 Cassette single 1. «Confide in Me» (Radio Edit) — 4:27 2. «Confide in Me» (The Truth Mix) — 6:46 Australian CD single 1. «Confide in Me» (Master mix) — 5:51 2. «Nothing Can Stop Us» (7" version) — 4:06 3. «If You Don’t Love Me» — 2:08 | Australian Limited Edition CD single 1. «Confide in Me» (Master mix) — 5:51 2. «Confide in Me» (Big Brothers mix) — 10:27 3. «Confide in Me» (The Truth mix) — 6:46 4. «Where Has the Love Gone?» (Fire Island mix/album version) — 7:46 5. «Where Has the Love Gone?» (Roach Motel mix) — 8:05 Официальные ремиксы 1. «Confide in Me» (French version) — 5:51 2. «Confide in Me» (In The Confessional dub) — 6:38 3. «Confide in Me» (Damien's Confession mix) — 7:21 4. «Confide in Me» (Bass Change mix/Phillip Damien mix) — 6:25 5. «Confide in Me» (Bass Change dub/Convibe in Me dub) — 8:04 6. «Confide in Me» (Justin Warfield mix) — 5:26 7. «Confide in Me» (Tomer G Club Mix) 8. «Confide in Me» (Tomer G Radio Mix) 9. «Confide in Me» (Optimus Club Mix) 10. «Confide in Me» (Optimus Dub) 11. «Confide in Me» (Radio Edit) |

## Выступления
Миноуг исполняла песню во время следующих концертных туров:
- Intimate and Live Tour
- On a Night Like This Tour
- KylieFever2002
- Showgirl: The Greatest Hits Tour
- Showgirl: The Homecoming Tour
- For You, For Me
- Aphrodite World Tour

## Чарты
| Чарт (1994)                       | Место |
| --------------------------------- | ----- |
| Australian ARIA Singles Chart     | 1     |
| Dutch Singles Chart               | 38    |
| European Hot 100 Singles          | 9     |
| Finnish Singles Chart             | 1     |
| French Singles Chart              | 10    |
| German Single Chart.              | 50    |
| Irish Singles Chart               | 12    |
| Japan Singles Chart               | 5     |
| New Zealand RIANZ Singles Chart   | 12    |
| South African Singles Chart       | 1     |
| Swedish Singles Chart             | 10    |
| Swiss Singles Chart               | 20    |
| UK Singles Chart                  | 2     |
| US Billboard Hot Dance Club Songs | 39    |

| Год  | Чарт                        | Место |
| ---- | --------------------------- | ----- |
| 1994 | Australian Singles Chart    | 22    |
| 1994 | UK Singles Chart            | 56    |
| 1995 | French Singles Chart (SNEP) | 75    |

## Кавер-версии
- 2006 — Angtoria: симфоническая рок версия с их дебютного диска God Has a Plan for Us All.
- 2002 — Ben Lee как би-сайд к синглу «Something Borrowed, Something Blue»
- 2000 — Analena: пост-панк версия с их EP Arythmetics.
- 1996 — Systral: хардкор-версия с их EP Fever.
- 1996 — Emma Conquest: инди-кавер, выпущенный на компиляции лейбла Nightbreed Recordings' New Alternatives 4.